# مساواة بين الجنسين
المساواة بين الجنسين هي سهولة الوصول إلى الموارد بغض النظر عن نوع الجنس، ويتضمن هذا المشاركة الاقتصادية وفي صناعة القرار وتقييم السلوكيات المختلفة والحاجات وهذا بالمساواة بغض النظر عن الجنس.
كما أشارت منظمة العمل الدولية في الصفحة 48 من مقالة مبادئ حقوق النساء العاملات والمساواة بين الجنسين المنشورة عام 2000:
المساواة بين الجنسين هي الهدف بينما الحياد الجنسي والانصاف الجنسي هي الطرق التي تساعد في تحقيق الهدف. يُستخدم التكافؤ بين الجنسين لقياس التوازن بين الجنسين في أي موقف، حيث أنها من الممكن أن تساعد في تحقيق المساواة بين الجنسين ولكنها ليست الهدف نفسه. المساواة بين الجنسين أكبر من تمثيل العدل، إنها مربوطة بقوة بحقوق النساء، وعادة تتطلب تغيير سياسي.
تقول اليونيسيف أن المساواة بين الجنسين تعني أن «الرجال والنساء، الأولاد والبنات يتمتعوا بنفس الحقوق والموارد والفرص والحماية. فإنها لا تطلب ان يكون الرجال والنساء، الأولاد والأطفال متشابهين أو أن يتم معاملتهم بالمثل»
على مقياس عالمي، تحقيق المساواة بين الجنسين تطلب تقويض ممارسات مؤذية تجاه النساء والبنات مثل الاتجار الجنسي وقتل الإناث والعنف الجنسي في الحروب وغيرها من طرق القمع الأخرى. يوضح صندوق الأمم المتحدة للإسكان "أنه على الرغم من الموافقة العالمية بإعطاء المرأة حقوقها الا أنه مازال النساء أكثر عرضة من الرجال للفقر والأمية، ولديهم حظ اقل في حق الملكية والتدريب والتوظيف. أنهم أقل نشاطًا في السياسة من الرجال وأكثر عرضة ليصبحوا ضحايا للعنف المنزلي.
في 2017 تعتبر المساواة بين الجنسين هو الهدف الخامس من سبعة عشر هدف تنموي خاص بالأمم المتحدة. يتم قياس عدم المساواة بين الجنسين سنويًا بواسطة برنامج تقارير التنمية البشرية لبرنامج الأمم المتحدة الإنمائي.
والمساواة بين الجنسين هو هدف لخلق التكافؤ بين الجنسين وتمتعهم بكافة الحقوق والامتيازات في جميع مجالات الحياة، أحد أهداف الالفية للأمم المتحدة، من أجل المشاركة في التنمية وبناء المجتمع وإنهاء كافة اشكال التمييز ضد المرأة ، النابعة من الاعتقاد أن الاختلاف بيولوجي بين الجنس يصف الأدوار المفروضة اجتماعيا، هذه الافتراضات والنظم الثقافات التي وضعت أساس الاختلافات البيولوجية بين الرجال والنساء هي التي تخلق هويات نوع الجنس، ومن ثم التمييز بسبب الفوارق بين الجنسين وأشكال لا تعد ولا تحصى من أشكال عدم المساواة بين الجنسين ويشمل هذا الهدف جعل حقوق المرأة على قدم المساواة مع الرجل، وجعل أيضا حقوق الرجل على قدم المساواة للمرأة، ويتخذ التمييز بسبب التفرقة بين الجنسين أشكالا مختلفة كثيرة، حقوق الإنسان، العمل، الملكية.

## التاريخ

رمز المساواة بين الجنسين

لقد قامت جماعة الشاكرز (بمعنى الهزازين)، وهي مجموعة إنجيلية من المتبتلين تأسست في أمريكا في عام 1774، بممارسة المساواة بين الجنسين بعد بدئهم تنظيم جماعتهم المذهبية المنشقة عن الكنيسة. فلقد راودت رئيس كهنوت الشاكرز المركزي في عام 1788، جوزيف مياكام، رؤية مفادها أنه تجب المساواة بين الجنسين، ولذلك أتى بلوسي رايت في الكهنوت بصفتها نظيرته من الجنس الآخر، أي النساء، وقاما معًا بإعادة هيكلة مجتمع الشاكرز من أجل تحقيق المساواة في الحقوق بين الجنسين.
كما أسس كل من مياكام ورايت فرقًا قيادية، حيث يكون لكل رئيس كنيسة شريك من النساء للاهتمام بالرعاية الروحانية للنساء، مثلما هو يفعل مع الرجال. ويكون لكل شماس نظير له من النساء. وكان الرجال يشرفون على الرجال، والنساء تشرفن على النساء. وتعيش النساء معًا كما يعيش الرجال معًا. ففي مجتمع الشاكرز، لم يكن يجب أن يتملك الرجال النساء أو أن يتحكموا فيهن.
وبعد وفاة مياكام في عام 1796، ترأست رايت كهنوت الشاكرز حتى وافتها المنية في عام 1821. ومع تقدمهم، حافظ الشاكرز على نموذج القيادة ثنائية الجنس هذه لمدة تزيد عن 200 عام.
كما أنهم روجوا لفكرة المساواة مع المدافعين عن حقوق المرأة. ففي عام 1853، كتب الأخ بجماعة الشاكرز ويليام ليونارد أن مذهب الشاكرز وضع حدًا «لإهانة وقمع المرأة»، وأشار إلى أن مناقشات الرأي العام حول حقوق المرأة، وكذلك بعض الإصلاحات الاجتماعية الأخرى، قد بدأت عن الشاكرز نتيجة لاعترافهم بأن الرب له جانب ذكوري وآخر أنثوي.
ولقد صرح رئيس طائفة الشاكرز فريدريك إيفانز في عام 1859 بمعتقداتهم بقوة حيث كتب إن الطائفة كانت «أول من حرر المرأة من العبودية التي فرضتها عليها جميع الأنظمة الدينية الأخرى (بشكل أو بآخر)، واعطائها الحقوق العادلة والمساوية مع تلك الخاصة بالرجال، والتي يدعو إليها الرب والطبيعة لتشابه المرأة مع الرجل شكلاً وعقلاً». ولقد انضم كل من إيفانز ونظيرته الرئيسية أنطوانيت دووليتل إلى المدافعين عن حقوق المرأة في منابر المتحدثين في أرجاء الولايات الشمالية الشرقية في الولايات المتحدة في سبعينيات القرن التاسع عشر.
لقد كتب أحد زائري الشاكرز في 1875 إن «كلاً من الجنسين يعمل في نطاق العمل المناسب له، وهناك احترام وتوقير وخضوع ملائم من النساء للرجال في النطاق الخاص به ومن الرجال للنساء في النطاق الخاص بهن، [مع التشديد على ذلك]، ومن ثم ففي أي من هذه المجتمعات سيجد المدافعون المتحمسون عن» حقوق المرأة«إدراكًا واقعيًا لأفكارهم المثالية في هذا الخصوص».
لقد كان الشاكرز أكثر من مجرد طائفة دينية متطرفة على هامش المجتمع الأمريكي؛ فلقد نقلوا المساواة بين الجنسين من حيز الأفكار إلى حيز الممارسة. وأظهروا أن المساواة يمكن تطبيقها مع كيفية تحقيق ذلك.
وفي المجتمع بصفة عامة، بدأت الحركة نحو المساواة الاجتماعية، وخاصة في الدول الغربية، مع حركة تصويت النساء التي خرجت في أواخر القرن التاسع عشر، والتي سعت إلى السماح للنساء بالتصويت والتعيين في المناصب بالانتخاب.
ولقد حدثت تغييرات كبيرة في حقوق الملكية الخاصة بالنساء، وخاصة فيما يتعلق بحالتهن الاجتماعية. (على سبيل المثال راجع، قانون الملكية للنساء المتزوجات لعام 1882.)
في ستينيات القرن العشرين، تطورت حركة أكثر شمولية للمساواة الاجتماعية معتمدة على تحرر المرأة والنسوية. وكانت القضية الرئيسية هي أن حقوق المرأة يجب أن تكون هي نفسها التي يتمتع بها الرجال. كما استمرت في التركيز على قضايا أخرى محددة.
وقد شهدت أيضًا التغييرات في الاتجاهات الخاصة بالمساواة في فرص التعليم للفتيان والفتيات تحولاً ثقافيًا.
وكانت هناك تغييرات جذرية مع مرور الوقت في الاتجاهات، مما أسفر عن تشريعات أكثر عدلاً
وحدثت بعض التغييرات عن طريق اعتماد سياسات التمييز الإيجابي. وتضمنت التغييرات أيضًا تغييرات في وجهات النظر الاجتماعية، بما في ذلك «أجور متساوية مقابل أعمال متساوية» فضلاً عن إتاحة معظم المهن للرجال والنساء بصورة متساوية، في الكثير من الدول. فعلى سبيل المثال، تسمح الكثير من الدول حاليًا أن تقوم المرأة بالخدمة في القوات المسلحة والشرطة وبأن تقوم بعمل رجال الإطفاء - وهي الأعمال التقليدية التي كانت حكرًا على الرجال. وعلى الرغم من أن هذه المهن لا يزال يهيمن عليها الرجال، إلا أن عددًا من النساء ينشط حاليًا على نحو متزايد، لا سيما في المجالات التوجيهية مثل السياسة، كما يشغلن مناصب رفيعة في مجال الأعمال التجارية.
وعلى نحو مماثل، يعمل الرجال بشكل متزايد في مهن كانت تعد بالنسبة للأجيال السابقة أنها عمل المرأة، مثل التمريض والتنظيف ورعاية الأطفال. في المواقف الداخلية، يتم تقاسم الاختلافات البيولوجية بين الرجال والنساء فيما يخص النشاطات التي تتعلق بالحمل بشكل عام كلما أمكن ذلك، والدور الخاص بتربية الأبناء لا يعتبر إلى حد بعيد دورًا مقتصرًا على النساء، وبهذا قد تتمتع الزوجة بالحرية لمتابعة مسارها الوظيفي بعد الزواج والولادة.
وهناك مظهر آخر من مظاهر التغيير في الاتجاهات الاجتماعية وهو عدم أخذ المرأة للقب زوجها عند الزواج بشكل تلقائي أو الجمع فيما بين الأسماء كما هو الحال في عادات التسمية بإسبانيا.
يعتبر الكثير من الناس أن الهدف من المساواة الاجتماعية لم يتحقق بشكل كامل، لا سيما في الدول غير الغربية. وهناك قضية مثيرة للجدل إلى حد بعيد تتعلق بالمساواة الاجتماعية ألا وهي دور المرأة في المجتمعات ذات التوجه الديني. على سبيل المثال، فقد أشار إعلان القاهرة لحقوق الإنسان في الإسلام إلى أن المرأة مساوية للرجل في الكرامة الإنسانية، ولها من الحق مثل ما عليها من الواجبات، وكان هذا مقبولاً في العديد من الدول ذات الأغلبية المسلمة. وفي بعض الكنائس المسيحية، فإن ممارسة الطقوس الكنسية للنساء لا تزال بها عناصر من طقوس التطهير، وربما يكون ترسيم النساء للكهنوت مقيدًا أو ممنوعًا. ويعتقد بعض المسيحيين أو المسلمين في التكاملية، وهو رأي يقول إن للرجال والنساء أدوارًا مختلفة ولكنها متكاملة. وقد يكون هذا الرأي معارضًا لوجهات النظر الخاصة بالمساواة الاجتماعية وأهدافها.
بالإضافة إلى ذلك، هناك أيضًا دول غير غربية ذات نزعة دينية منخفضة، حيث لا يزال هناك جدل حول المساواة الاجتماعية. في الصين، أدى التفضيل الثقافي للأطفال الذكور إلى نقص عدد النساء في تعداد السكان. وقد اتخذت الحركة النسوية في اليابان خطوات واسعة أسفرت عن مكتب المساواة بين الجنسين، ولكن تظل اليابان منخفضة المستوى فيما يتعلق بالمساواة الاجتماعية مقارنة بغيرها من الدول الصناعية.
ولم يتم تبني جميع أفكار المساواة الاجتماعية على مستوى شعبي. فعلى سبيل المثال: على الرغم من حرية أن تكون عاري الصدر (حرية الأثداء) وهو الحق في أن تكون عاري الصدر في الأماكن العامة، فإنه يُطبق في كثير من الأحيان على الرجال فقط ويظل مسألة هامشية. ويعد تقبل الرضاعة الطبيعية في الأماكن العامة أكثر شيوعًا، لا سيما في الأماكن شبه الخاصة مثل المطاعم.

### ما بعد الحرب
منذ الحرب العالمية الثانية، صنعت حركة حرية المرأة والنسوية حركة عامة تجاه الاعتراف بحقوق النساء. حيث تبنت الأمم المتحدة والوكالات العالمية الأخرى اتفاقيات عديدة لتشجيع المساواة بين الجنسين، لم يتم تبني هذه الاتفاقيات بواسطة جميع الدول، وقد تضمنت هذه الاتفاقيات:
- اتفاقية منع التميز في مجال التعليم والتي تم تبنيها عام 1960 وطبقت بالقوة بين عامي 1962 و 1968.
- اتفاقية القضاء على جميع أشكال التمييز ضد المرأة والتي تم تبنيها عام 1979 بواسطة الأمم المتحدة.
- إعلان بشأن القضاء على العنف ضد المرأة والذي تم تبنيه بواسطة الأمم المتحدة عام 1993.

### الأمم المتحدة
هي رؤية أن الرجال والنساء يجب أن يتم معاملتهم بمساواة اجتماعيًا واقتصاديًا وفي جميع الأوجه في المجتمع وألا يتم التمييز ضدهم على أساس الجنس. المساواة بين الجنسين هي واحدة من أهداف الأمم المتحدة.

## الجهود المبذولة للتصدي لعدم المساواة

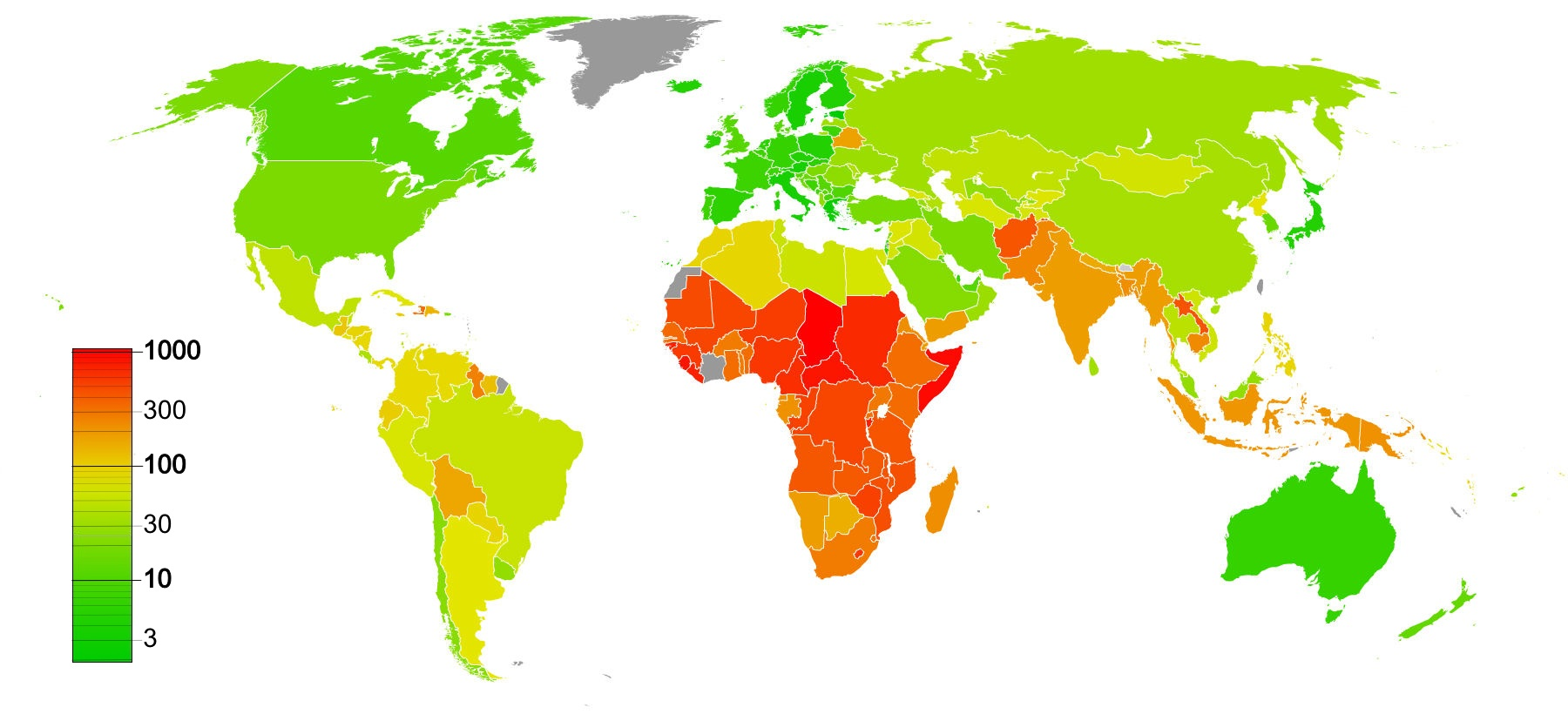
معدل وفيات الأمهات حول العالم

لقد حددت المنظمات العالمية المساواة الاجتماعية وفقًا لحقوق الإنسان، ولا سيما حقوق المرأة والتنمية الاقتصادية. تصف منظمة اليونيسيف المساواة الاجتماعية بأنها «تعني أن النساء والرجال والفتيات والفتيان يتمتعون بالحقوق نفسها والموارد والفرص والحماية. وهي لا تتطلب أن يكون الفتيات والفتيان أو النساء والرجال متماثلين أو أن تتم معاملتهم تمامًا على حد سواء».
وقد أعلن صندوق الأمم المتحدة للسكان أن الرجال والنساء لديهم الحق في المساواة. وتمثل «المساواة الاجتماعية» أحد أهداف مشروع الألفية التابع للأمم المتحدة، من أجل القضاء على الفقر في العالم بحلول عام 2015؛ ويزعم المشروع أن «جميع الأهداف ترتبط ارتباطًا مباشرًا بحقوق المرأة، والمجتمعات التي لا تمنح المرأة حقوقًا مساوية للرجل لا تتمكن مطلقًا من تحقيق التنمية على نحو مستدام».
وبالتالي، فإن تعزيز المساواة الاجتماعية يعتبر تشجيعًا من أجل تحقيق المزيد من الازدهار الاقتصادي. على سبيل المثال، فقد تم تحذير دول الوطن العربي التي تحرم المرأة من تكافؤ الفرص في تقرير برعاية الأمم المتحدة في عام 2008، حيث أشار إلى أن عدم التمكين هذا يمثل عاملاً حاسمًا يعوق عودة هذه الدول إلى مصاف الدول الأولى لقادة العالم في التجارة والتعليم والثقافة.
افتتح الاتحاد الأوروبي في عام 2010 المعهد الأوروبي للمساواة الاجتماعية (EIGE) في فيلنيوس في ليتوانيا من أجل تعزيز المساواة الاجتماعية ومناهضة التمييز على أساس الجنس.
ومن الجدير بالملاحظة كذلك أن المساواة الاجتماعية هي جزء من المناهج الدراسية الوطنية في بريطانيا العظمى وفي العديد من الدول الأوروبية الأخرى. وتتجه مناهج التربية الشخصية والاجتماعية والصحية والتعليم الديني واكتساب اللغة إلى تناول موضوعات المساواة الاجتماعية باعتبارها موضوعًا خطيرًا للمناقشة وتحليل آثارها على المجتمع.
وتعتبر كريستين دي بيزان مؤيدة قوية للمساواة بين الجنسين، ووضحت هذا في كتابها " كتاب مدينة السيدات" حيث يوضح أن اضطهاد المرأة يقوم على تحيز غير عقلاني، مشيرة إلى أوجه التقدم العديدة التي قد تصنعها المرأة على الأرجح نتيجة أخذ دورها المنوط به"

## التحيز الجنسي
هناك بعض النقد الموجه من النسويين تجاه الخطاب السياسي لأجل المساواة، حيث يقولون أن استراتيجيات المساواة بين الجنسين سطحية ولا تسعى إلى تحدي سيطرة الذكور ولكنها تسعى فقط إلى تحسين الوضع. ولكنها تسعى فقط إلى تحسين وضع النساء ضمن السياق الاجتماعي لتبعيتهن للرجال، كما دفعوا بالسياسات العامة الرسمية لموضع الشك، لأنها تُطبّق بسياق مجتمع ذكوري، ويتحكم بها عملاء لنظام ذكوري بالغالب، سواء بشكل مباشر أم غير مباشر، وتوجّهت إحدى انتقادات سياسات المساواة بين الجنسين تلك بشكل خاص للاتحاد الأوروبي، بأنه يركّز على نحو غير متناسب على السياسات التي تسعى لدمج النساء بالحياة العامة، دون أن تخاطب حقاً الاضطهاد الذي تتعرضن له على الصعيد الخاص.
كما انتقد النسويون التركيز على حال المرأة في الدول غير غربية، مع تجاهل المشاكل الموجودة في الغرب غالباً، وهو شكل من الإمبريالية للامم المتحدة لحقوق وتعزيز الأفضلية الأخلاقية للغرب، وطريقة لتمثيل العنف المنزلي على أنها شيء يخصّ «الآخرين العنيفين»، وليس الثقافات الغربية ذات التطور المزعوم،
من أهم النقد الموجه هو التركيز على حال المرأة في الدول الغير غربية وتجاهل المشاكل الموجودة في الغرب. هذا النقد يشير إلى أن المرأة في العالم الغربي تواجه مشاكل مماثلة مثل الاغتصاب والعنف المنزلي، ونبهوا أيضًا ان المرأة واجهت تميز قانوني حتى عقود قليلة، على سبيل المثال، في بعض الدول الغربية مثل سويسرا واليونان واسبانيا وفرنسا حصلت النساء على حقوق المساواة في قانون الأسرة في ثمانيات القرن الماضي فقط. نقد آخر موجه أن الخطاب غير موحد مع جميع أنواع حالات اضطهاد المرأة مثل جريمة الشرف (منتشرة بكثرة في بعض مناطق آسيا وشمال أفريقيا والدول العربية) مقارنةً بجرائم العاطفة الموجودة في جميع أنحاء أمريكا اللاتينية حيث أنها لا تلاقي نفس الاهتمام. وهناك أيضًا بعض الدول الأوربية مثل سويسرا التي أعطت حقوق المرأة ببطء شديد. فهناك العديد من الأسئلة حول كيفية قياس المساواة بين الجنسين وإذا كان بالفعل الغرب هو الأفضل في إعطاء حقوق المرأة. حيث هناك دراسة في 2010 وجدت أنه من بين أكثر 20 دولة في إعطاء المرأة حقوقها في مجال العلم في مستوى الجامعات أكثرهم كانت دول اعتبرت عالميًا مسجلة بمستوى قليل في إعطاء حقوق المرأة.
وأشار أحد الانتقادات الأخرى إلى أن الخطاب العام غير شامل لجميع أنواع اضطهاد المرأة، فمثلاً تأخذ جرائم الشرف (منتشرة بكثرة في بعض مناطق آسيا وشمال أفريقيا والدول العربية) حيّزاً كبيراً من الجدال العام، بينما لا تتلقى أنواع العنف الأخرى، كجرائم الانفعال على امتداد أنحاء أمريكا اللاتينية نفس الاهتمام في الغرب، كما دارت نقاشات حول تجاهل انتقاد بعض القوانين في العديد من الدول النامية تأثير الاستعمارية على هذه الأنظمة القانونية، إذ أثارت بعض المفاهيم كالتغريب، والتشبيه بأوروبا، الجدال، باعتبارها تذكّر بالاستعمارية سابقاً، وكذلك لأن بعض الدول الغربية، مثل سويسرا، تباطأت بذاتها في إعطاء المرأة حقوقها القانونية.
كما أُطلِقت اعتراضات على طريقة تقديم الإعلام الغربي للنساء من مختلف الثقافات لتثبيت صور نمطية عنهنّ، كالنساء الآسيويات والشرق أوروبيات «المطيعات»، وهي نمطية مرتبطة عن كثب مع خدمات طلب الرجال لنساء من قوائم تروّجن فيها أنفسهن للزواج، وتُعتبر هذه الأنماط خاطئة بشكل صارخ غالباَ، فمثلاُ تحتل النساء في العديد من البلدان الشرق أوروبية مراتب مهنية عالية، فاعترض العديد من مؤيدي النسوية على فكرة أن النساء في تلك البلدان بحاجة لـ«إنقاذ» الغرب.

## المجهودات لمحاربة عدم المساواة
في عام 2010 أفتتح الاتحاد الأوربي المعهد الأوربي للمساواة بين الجنسين للتشجيع على المساواة بين الجنسين ولمحاربة التفرقة الجنسية، وفي عام 2015 نشر الاتحاد الأوربي خطة العمل للمساواة بين الجنسين لأعوام 2016 – 2020.
المساواة بين الجنسين هي جزء من منهج قومي في بريطانيا العظمى ودول أوروبية أخرى.
هناك بحث مهم سلط الضوء على كيف عدم المساواة بين الجنسين من الممكن أن تؤدي إلى تقويض التطوير والصحة، ومن أجل التغلب على عدم المساواة بين الجنسين يوضح صندوق الأمم المتحدة للسكان أن "تمكين المرأة والمساواة بين الجنسين يتطلب تدخلات إستراتيجية على جميع مستويات البرامج ورسم السياسات، هذه المستويات تتضمن الصحة الانجابية، التمكين الاقتصادي، التمكين التعليمي، والتمكين السياسي.
بقول صندوق الأمم المتحدة للسكان "وضحت الأبحاث بأنه العمل مع الرجال والأولاد مثل النساء والبنات يشجع المساواة بين الجنسين ويساهم في تحسين الصحة والتنمية.

### الصحة والأمان
الثوابت الاجتماعية الجنسية والتي هي تعتبر ثوابت اجتماعية في بعض الدول تكون غالبًا لها تأثير على الصحة مثل عدم السماح للمرأة للسفر بمفردها خارج المنزل للذهاب إلى المستشفى، وأيضًا النساء يتم منعهم بحكم العرف في بعض الدول من أن تطلب من زوجها استخدام واقي ذكري، وهذه العادات والأعراف الاجتماعية قد تسبب ضررًا بالغًا لصحة المرأة.

#### العنف تجاه المرأة

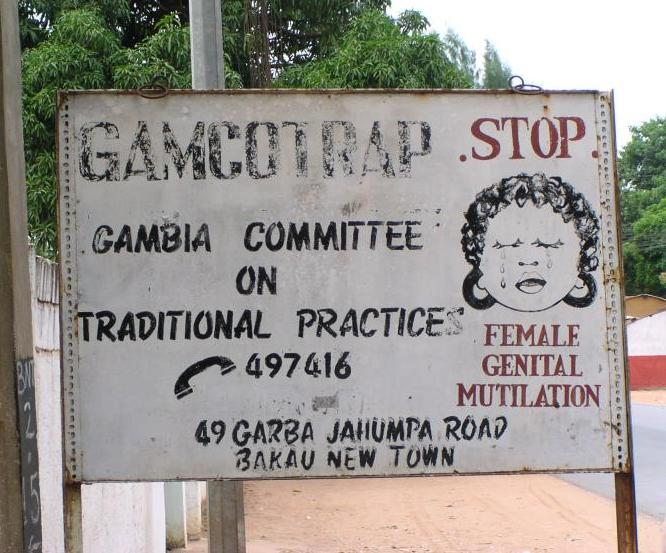
لوحة ضد تشويه الأعضاء الأنثوية (الختان) في غامبيا 2005

العنف تجاه المرأة هو مصطلح يتم استخدامه لتوضيح الأفعال العنيفة التي تُرتكب ضد المرأة، هذا النوع من العنف هو متركز على المرأة، وهذا يعني ان هذا النوع من العنف يتم فعله ضد المرأة وهذا لمجرد أنها امرأة. وقد تم لفت الانتباه العالمي للعنف وسوء معاملة النساء في الزواج، وهذا يتضمن العنف المرتكب داخل الزواج «العنف الأسري» وأيضًا العنف المرتبط بالزواج نتيجة العادات والتقاليد مثل زواج الأطفال، الزواج الإجباري.
طبقًا لبعض النظريات فإن العنف ضد المرأة هو غالبًا يكون بسبب قبول العنف ضدها في العديد من الثقافات، وفي دراسة بالولايات المتحدة أخرى أظهرت أنه العنف ضد المرأة يكون أكثر عند المهاجرين.
وفي البلاد التي تكون فيها عمليات القتل الجماعي وعمليات الاختطاف المسلحة والاضطرابات المدنية وغيرها من الأعمال المماثلة نادرة، يكون الغالبية من عمليات قتل النساء بواسطة شريك أو شريك سابق.
في بعض أجزاء العالم الكثير من أشكال العنف ضد المرأة مقبولة وتُعتبر جزء طبيعي من الحياه اليومية.
في بعض البلدان يتم اعتبار العنف ضد المرأة هو جريمة ضد الذكر المالك للمرأة مثل الزواج أو الأب أو الأخ وليس جريمة ضد المرأة نفسها، وهذا يؤدي الي قيام الرجال بممارسة العنف على المرأة من أجل الانتقام من شخص ذكر أخر في عائلة المرأة مثل الاغتصاب الانتقامي وهو نوع من الاغتصاب موجود في جزر المحيط الهادئ والذي يعني اغتصاب انثى بواسطة مجموعة من الذكور من أجل الانتقام من فعل قام به ذكر من عائلتها مثل أخوها أو أبوها، ويكون غرض هذا الاغتصاب هو إذلال الأب أو الأخ كعقاب له على فعل ما. ومن الممكن أن تواجه الضحية جريمة شرف على يد أحد أعضاء العائلة الذكور.

#### الصحة الانجابية والجنسية والحقوق
من المهم جدًا أن تحصل المرأة على حقها في حرية التصرف والتحكم في جسدها مثل قرارات الإنجاب والحاجة إلى المساواة بين الجنسين للأجل وشجع على تحقيق هذه الأهداف المؤتمر العالمي الرابع للمرأة في بكين ومؤتمر الأمم المتحدة الدولي للسكان والتنمية كما وضحت منظمة الصحة العالمية أن تشجيع المساواة بين الجنسين مهم جدًا لأجل محاربة الإيدز.
ويعتبر وفاة الأمومة (هو وفاة المرأة أثناء الحمل) مشكلة ضخمة في أجزاء عديدة من العالم، ووضح صندوق الأمم المتحدة للسكان أنه هناك واجب على الدول لحماية حقوق المرأة الصحية، ولكن هناك عديد من الدول لا تلتزم بهذا، لا يُعتبر فقط وفاة الأمومة اليوم مشكلة تنموية ولكنها أيضًا مشكلة من مشاكل حقوق الإنسان.
ويعتبر حق المرأة في الإنجاب والحرية الجنسية مرفوض في العديد من الدول حيث هناك العديد من الدول تفرض الزواج وتبيح زواج الأطفال وتجريم الأفعال الجنسية بالتراضي مثل ممارسة الجنس خارج إطار الزواج، وعدم تجريم الاغتصاب الزوجي، والعنف نتيجة اختيار المرأة مثل جريمة الشرف. وتعتبر في الغالب الصحة الجنسية للمرأة غير مُعترف بها في المجتمعات التي لا تعترف بالحرية الجنسية للمرأة. ولدى الفتيات المراهقات أكبر نسبة خطر من الإجبار الجنسي، واعتلال الصحة الجنسية ونتائج الإنجاب السلبية، حيث أن الأخطار التي يواجهونها أكبر من التي يواجها الأولاد والرجال وهذا بسبب عدم المساواة بين الجنسين.

##### تنظيم الأسرة والإجهاض
تنظيم الأسرة هو حرية تقرير عدد الأطفال المولودين والفرق في السن بينهم ولا سيما عن طريق وسائل منع الحمل. الإجهاض هو إنزال الحمل وانهاؤه قبل الاكتمال. تختلف قوانين الإجهاض بشكل كبير باختلاف الدولة، ويعتمد وسائل منع الحمل والإجهاض على القوانين والمجتمع والأعراف الثقافية والدينية. بعض البلدان لديها قوانين ليبرالية تحل هذه القضايا، ولكن من الناحية العملية يصعب الوصول إلى هذه الخدمات بسبب الأطباء والصيادلة وغيرهم من العاملين في المجالين الاجتماعي والطبي. يُعتبر تنظيم الأسرة مهم جدًا من جانب حقوق المرأة خصوصًا في الأماكن التي يوجد بها سوء تغذية والتي يمكن أن تؤدي إلى تعريض صحة المرأة للخطر وأيضًا تعتبر عامل مهم في تقليل الفقر.
تنظيم الأسرة غالبًا ما يتم معارضته بواسطة الحكومات التي لها سياسات قوية في تشجيع الولادة. فهناك العديد من الأمثلة على هذه الأفعال في القرن العشرين مثل السياسات العدوانية في تشجيع الولادة لرومانيا الاشتراكية وألبانيا الاشتراكية. وكان الزواج الإجباري أيضًا يتم ممارسته بواسطة بعض السلطات الحكومية من أجل تحقيق الكثافة السكانية المرادة. فمثًلا الحزب السياسي الحاكم الخمير الحمر في كمبوديا كان يجبر الناس على الزواج من أجل زيادة السكان وتكملة الثورة. على العكس كان هناك سياسة الطفل الواحد في الصين بين أعوام 1979 – 2015 وكان تتضمن عقوبات للأسرة التي لديها أكثر من طفل واحد وكان من ضمنها الإجهاض. وهناك بعض الحكومات التي كانت تمنع عرق معين أو مجموعة اجتماعية معينة من التناسل مثل السياسيات التي طبقت ضد الأقليات العرقية في أوروبا وأمريكا الشمالية في القرن العشرين وحديثًا في أمريكا اللاتينية ضد السكان الأصليين في تسعينيات القرن الماضي، فمثلًا في بيرو تم اتهام الرئيس ألبترو فوجيموري بارتكاب الإبادة الجمعية وبجرائم ضد الإنسانية نتيجة برامج التعقيم التي وضعتها أدارته مستهدفة السكان الأصليين.

#### التحقيق في الجرائم المرتكبة ضد النساء
عبرت منظمة حقوق الإنسان عن قلقها بشأن حصانة الجناة في جرائم ضد المرأة وهي جرائم يتم تجاهلها بواسطة السلطات. خصوصًا قضايا قتل النساء في أمريكًا اللاتينية نتيجة العنف الأسري.
النساء عادة لا يستطيعون أن يأخذن حقهن عن طريق المؤسسات القانونية. حيث قالت الأمم المتحدة "شيء شائع جدًا أن ترفض مؤسسات العدالة مثل الشرطة والمحاكم تحقيق العدالة للمرأة "حيث يتم منع المرأة من اللجوء القانوني لأن المؤسسات القانونية نفسها تعمل بطريقة لا تحقق العدل للمرأة التي تتعرض للعنف".
ويدوّن ريتشارد بوسنر: «اعتُبر الاغتصاب تقليدياً إهانة للأب أو الزوج بحرمانه من ميزة قيّمة، وهي عفة زوجته أو عذرية ابنته.» وبالتالي كان يُنظر للاغتصاب في الكثير من الثقافات –وبعضها باقٍ حتى اليوم– على أنه جريمة بحق شرق العائلة، عوضاً عن الاعتبار الذاتي للمرأة الضحيّة، وبالنتيجة كان احتمال مواجهة ضحيات الاغتصاب لعنف أسري قائماً، وبحالات متطرفة تعرّضن لجرائم شرف على يد أحد أعضاء العائلة الذكور.

#### الممارسات التقليدية الضارة

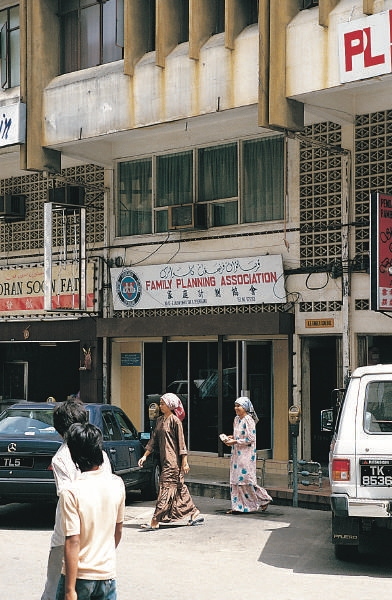
مقر لتخطيط الأسرة في ماليزيا

تعبر الممارسات التقليدية الضارة عن أشكال العنف التي تُتركب في مجتمعات معينة لتصبح ممارسة ثقافية ومقبولة. بالرغم أن الرجال من الممكن أن يتأثروا الا أن النساء الصغيرات يعتبروا ضحايا لمثل هذه الأفعال أكثر. وهذا يحدث في بيئة حيث النساء والفتيات ليس لديهم حقوق وفرص مساوية للرجال. وطبقًا للمفوضية السامية للأمم المتحدة لحقوق الأنسان هذه الممارسات تتضمن:
ختان النساء والزواج المبكر والتابوهات العديدة والممارسات التي تمنع المرأة من التحكم في خصوبتها الخاصة مثل ممارسات الولادة التقليدية، وتفضيل الأبن على الأبنة وأثاره على حالة الطفلة ووأد البنات والحمل المبكر وسعر المهر.
تفضيل الأبن تعني التفضيلات الثقافية للأولاد على البنات والتي تتمثل فيه أجهاض الفتيات أثناء الحمل ووأد البنات أو هجر أو أهمال أو إساءة معاملة الفتيات.
وايضًا الأساءات المتعلقة بالتغذية والتابوهات فيما يتعلق ببعض الأطعمة مما يؤدي إلى سوء تغذية النساء والذي من الممكن أن يعرض صحتها للخطر خصوصًا إن كانت حامل.
وهناك النظام الطبقي في الهند الذي أدى إلى حظر المساس (هي ممارسة اجتماعية دينية تقوم على نبذ جماعة اقلية بإقصائهم عن السياق العام بحكم العادات الاجتماعية أو الأحكام القانونية) والتي كانت تقوم أيضًا على التفرقة الجنسية والتي أدت إلى تفرقة مضاعفة للنساء المنبوذون. في استطلاع رأي عام 2014 أعترف 27% من الهنود بممارستهم حظر المساس.
من الممكن ان تكون التقاليد القبلية مؤذية للرجال أيضًا على سبيل المثال كانت تستخدم قبائل الماوي النملة الرصاصة في بعض الطقوس حيث كان يجب على الرجال ان يرتدوا قفازات من مئات النملة الرصاصة لمدة عشر دقايق، حيث تسبب هذه النملة ألم شديد يشبه الرصاصة، وكان يجب ان يغوض هذه التجربة الأولاد لعشرون مرة ليتم اعتبارهم محاربون.
عادات أخرى مضرة تتضمن اختطاف العروس (هي عادة يقوم العريس باختطاف عروسته) والاستعباد الجنسي وكي الثدي وأرث الامرأة (وفيه يُفرض على الأرملة أن تتزوج من أحد أقارب زوجها المتوفي حتى لو كان أخوه).

##### تشويه الأعضاء التناسلية للنساء
تعتبر الأمم اليونيسف وصندوق الامم المتحدة للسكان تشويه الأعضاء التناسلية للنساء مظهر من مظاهر عدم المساواة الجنسية بشدة. وهو لا يزال قائمًا لأسباب عديدة، في بعض المجتمعات على سبيل المثال يتم أعتبارها طقوس ضرورية في مجتمعات أخرى يتم أعتبارها ضرورة للزواج وفي بعض المجتمعات – سواء مسيحي أو مسلم أو يهودي – يتم ربط هذه الممارسات باعتقادات دينية.
حيث من المعتقد أنه يوجد حوالي 125 مليون أمراة وفتاه تم أجراء لهم عملية ختان النساء في 29 دولة. وحوالي نصف النساء في اثيوبيا ومصر تم أجراء هذه العملية لهم. وهو أكثر شيوعًا للفتيات في سن الرضاعة حتى 15 سنة.

##### الزواج الأجباري
الزواج المبكر وزواج الأطفال والزواج الأجباري منتشر في أجزاء من آسيا وأفريقيا، أغلبية الضحايا نساء بين عمر الثمانية عشر والثلاثة والعشرون. هذا النوع من الزواج من الممكن أن يؤدي إلى تأثيرات ضارة على تعليم الفتاه وتطويرها ومن الممكن أن يعرض الفتيات إلى عزلة أجتماعية وسوء معاملة.
في عام 2013 قامت الأمم المتحدة بدعوات لأنهاء الزواج الأجباري ووضحت أن الزواج المبكر والأجباري للفتيات هو ممارسات مؤذية تنتهك حرية المراة وتضر بحقوق الأنسان وترتبط بالممارسات الضارة الأخرى وانتهاكات حقوق الأنسان وإن لهذه الأنتهاكات أثر سلبي على النساء والفتيات. بالرغم من الالتزامات الدولية بواسطة الحكومات لأنهاء زواج الأطفال الا أنه واحده من كل ثلاثة بنات في الدول النامية (بأستثناء الصين) سوف يتزوجون قبل الوصول لسن ال 18. ووضح صندوق الأمم المتحدة للسكان أنه أكثر من 67 مليون فتاه بين سن ال 20 – 24 في 2010 تم تزوجيهم كفتيات، النصف كان في آسيا والخمس كان في أفريقيا، في العقد القادم سيتم تزويج حوالي 14.2 مليون فتاه تحت ال 18 عام كل سنة. مما يعني تزويج 39 الف فتاه تحت ال 18 عام كل يوم. وسترتفع هذه النسبة لمتوسط 15.1 مليون فتاة كل عام، بدءاً من العام 2021 وحتى 2030، إذا استمرت الحال على هذا الشكل.

##### المهر
هي أموال أو ممتلكات أو شيء ذو قيمة يتم دفعه بواسطة العروس أو أسرته إلى أهل العروسة. هذا التقليد عادة ما يقود النساء إلى تقليل قدرتها على التحكم في خصوبتها. على سبيل المثال في غانا الشمالية يعتبر دفع المهر للعروسة هو علامة على طلب المرأة لتحمل عبئ الحمل وتربية الأطفال والمرأة التي تتحكم في الولادة تواجه تهديدات وعنف. حيث تم نقد عادة دفع المهر لأنها تساهم في سوء معاملة المرأة في الزواج وتمنعهم من ترك الزيجات المسيئة. تقترح الأمم المتحدة للمراة إلغاء المهر ووضحت بأنه " يجب أن بنص التشريع على أن الطلاق لا يتوقف على عودة المهر ولا يجوز تفسير هذه الأحكام على أنها تقلل من قدرة المراة على الطلاق وتنص على أنه مرتكب العنف المنزلي بما في ذلك الأغتصاب الزوجي لا يمكنه أن يستخدم حقيقة انه دفع المهر كدفاع عن تهمة العنف المنزلي.
عادة المهر أيضًا من الممكن أن تقوض حرية المرأة، حيث أنه إذا أرادت زوجة أن تترك زوجها من الممكن أن يطلب منها عودة المهر الذي دفعه لعائلة المرأة ومن الممكن أن ترفض عائلة المرأة دفعه أو لا تستطيع دفعه، مما يجعل من الصعوبة تخلص المرأة من عنف زوجها.

### الأقتصاد والسياسة العامة

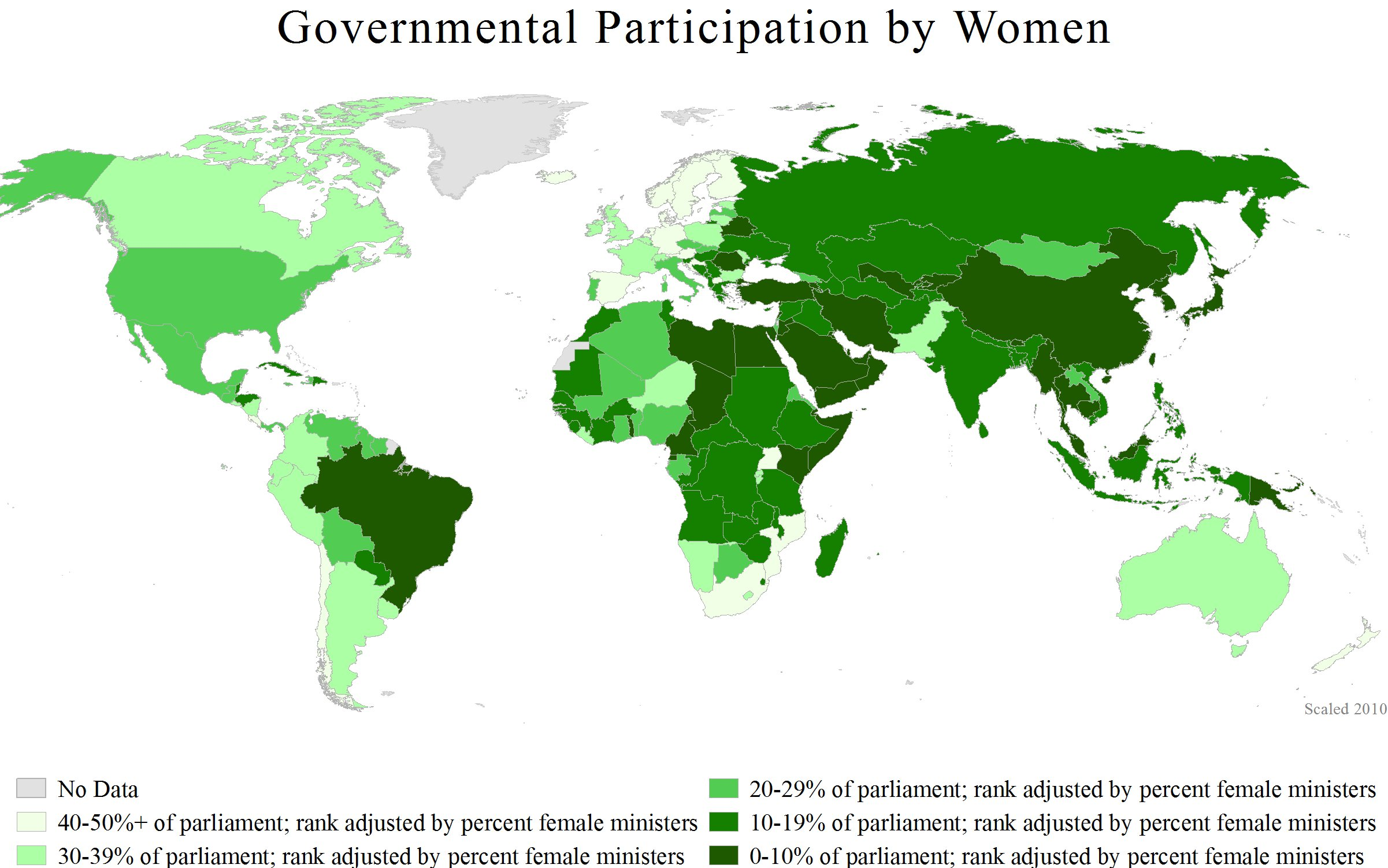
مشاركة المرأة في الحكومة حول العالم

#### التمكين السياسي للمرأة
تشجيع المساواة بين الجنسين يساعد على تشجيع الأزدهار الأقتصادي. حيث أن نشاط المراة الأقتصادي هو مقياس شائع لمدى المساواة بين الجنسين في الأقتصاد.
التفرقة بين الجنسين عادة يؤدي إلى حصول المرأة على وظائف بأجر قليل وكونه غير مناسب سوف يؤدي إلى الفقر والتفرقة والأستغلال. وهناك مجموعة متزايدة من الوثائق البحثية التي تعمل على تمكين المرأة من أمكانية توفير الوصول إلى الخدمات المالية الرسمية إلى التدريب على الممارسات الزراعية وأدارة الأعمال، على الرغم من الحاجة إلى مزيد من الأبحاث لتأكيد فعالية هذه التدخلات.
التحيز الجنسي ايضًا موجود في تقديم الخدمات والمنتجات. ويشير مصطلح ضريبة المراة والمعروف أيضًا بالضريبة الوردية إلى التسعيرة الجنسية حيث أن المنتجات والخدمات يتم تقديمها للنساء أغلى من مثيلتها للرجال. هذا التميز القائم على السعر يتضمن شركات تبيع وحدات متطابقة تقريبًا لنفس المنتج أو الخدمة بأسعار مختلفة. أظهرت دراسات ان المراة تدفع 1400 دولار فالسنة أكثر من الرجال نتيجة هذا التميز في السعر.

#### ترتيبات العمل والرعاية المعتمدة على نوع الجنس
منذ خمسينيات القرن الماضي نقد علماء الأجتماع والنسويين ترتيبات العمل والرعاية المعتمدة على نوع الجنس ودور الذكر عائل الأسرة. حددت السياسات الرجل على أنه الأب الذي يعتبر أداه لتغيير العلاقات بين الجنسين. الكسب المشترك والزواج المشترك هو علاقة حيث يشترك الشريكان في مشاركة جزء من المسؤليات بداخل وخارج المنزل وهذا عادة موجود في الدول الغربية.
كما يوجد بعض البلدان الغربية التي تشدد بقوه على المراة التي تؤدي دور ربات البيوت بدلأ من دورها المهني وهذا يشمل أجزاء من أوروبا الناطقة بالألمانية مثل ألمانيا والنمسا وسويسرا فضلًا عن هولندا وأيرلندا.
وتتمثل إحدى المسائل الرئيسية في ضمان المساواة بين الجنسين في مكان العمل في أحترام حقوق الأمومة والحقوق الأنجابية للمرأة. والدول المختلفة لديها قواعد مختلفة فيما يتعلق بأجازة التمومة وثمة مسألة هامة أخرى تتمثل في ضمان عدم منع المرأة العاملة بحكم القانون من الحصول على طفل. حيث أنه في بعض البلدان يطلب أصحاب العمل من النساء توقيع بعض الوثائق الرسمية أو غير الرسمية التي تنص على انه لن تصبح حامل والا سوف تواجه عقابًا قانونيًا. وكثيرًا ما تواجه النساء انتهاكات خطيرة لحقوقهن الإنجابية على يد رؤوساهم في العمل وصنفت منظمة العمل الدولية الأجهاض القسري الذي يفرضه صاحب العمل على أنه أستغلال في العمل. وتشمل الأنتهاكات الأخرى مثل أختبارات كشف العذرية الروتينية للنساء العاملات الغير متزوجات.

#### حرية التنقل
وتختلف درجة مشاركة المرأة في الحياه العامة باختلاف الثقافة والخصائص الأجتماعية وكان عزل النساء داخل المنزل ممارسة شائعة في الطبقات العليا في مجتمعات كثيرة، ولا يزال هذا الحال اليوم في مجتمعات عديدة. قبل القرن العشرين كان شائعًا أيضًا في أجزاء من جنوب أوروبا مثل أسبانيا.
ولا تزال حرية تنقل المرأة مقيدة قانونًا في بعض أنحاء العالم. وغالبًا ما يكون هذا القيد راجعًا إلى قوانين الزواج. ففي بعض البلدان يجب على المرأة أن تكون بصحبة أحد أولياء أمورها الذكور مثل الزوج أو قريب ذكري وهذا عندما يغادرن المنزل.

#### امكانية وصول الفتيات إلى التعليم

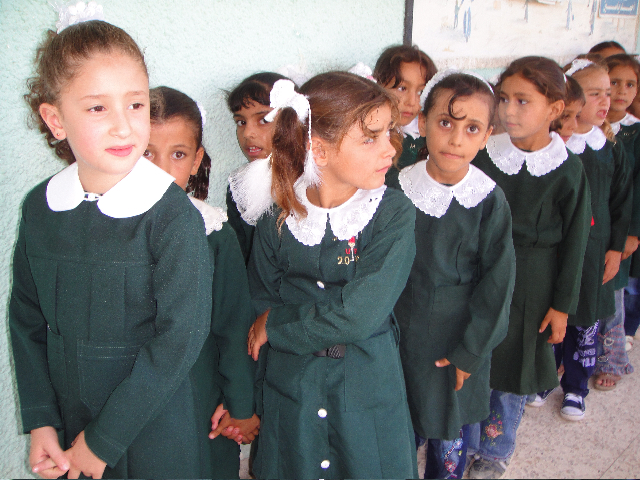
مدرسة فتيات في قطاع غزة

في أجزاء عديدة من العالم تكون إمكانية حصول الفتيات على التعليم محدودة للغاية. وفي كثير من الأحيان في الدول النامية تحرم المرأة من فرص التعليم حيث تواجه الفتيات والنساء عقبات كثيرة. وتشمل الزواج المبكر والزواج الأجباري، الحمل المبكر، التحيز الجنسي في المدرسة والمنزل والعنف في الطريق إلى المدرسة أو داخل المدرسة وحولها والمسافات الطويلة إلى المدرسة والتعرض لفيروس الايدز، الرسوم المدرسية التي غالبًا ما تؤدي غالبًا إلى إرسال الأباء أبناهم فقط إلى المدرسة، عدم وجود نهج ومواد تراعي الفروق بين الجنسين في الفصول الدراسية. ووفقًا للمفوضية السامية لحقوق الإنسان وقعت العديد من الهجمات على المدارس في جميع أنحاء العالم في الفترة من 2009 – 2014 مع تركيز عدد من هذه الهجمات تحديدًا على الفتيات والآباء والمدرسين الذين يدعون إلى المساواة بين الجنسين في التعليم. ويقول صندوق الأمم المتحدة:
"حوالي ثلثي البالغين في العالم من النساء مع وجود تعليم يقيد حصول المرأة على المعلومات والفرص. وفي العام فأن زيادة التحصيل العلمي للمرأة والفتاة سوف يعود بالفائدة على الأفراد والأجيال المقبلة على السواء. ويرتبط ارتفاع مستويات تعليم المرأة أرتباطًا قويًا بانخفاض معدل وفيات الرضع وانخفاض معدلات الخصوبة فضلًا عن تحقيق نتائج أفضل لأطفالهن.

#### المشاركة السياسية للمرأة
المرأة تمثل تمثيلًا ضعيفًا في معظم البرلمانات الوطنية. ودعا قرار الجمعية العامة للأمم المتحدة لعام 2011 بشأن المشاركة السياسية للمراة إلى مشاركة المرأة في السياسة، وأعربت عن قلقها أزاء حقيقة أن النساء في كل جزء من العالم لا يزالن مهمشات إلى حد كبير في المجال السياسي. حيث أنه فقط 22% من البرلمانيين في جميع أنحاء العالم من النساء وبالتالي لا يزال الرجال يشغلون معظم المناصب السياسية. وأعتبارًا من نوفمبر 2014 شكلت النساء 28% من أعضاء مجلس النواب في الدول الأعضاء في الأتحاد الأوروبي.
في بعض الدول الغربية المرأة قد حصلت على حقها مؤخرًا في التصويت.
وفي عام 2015 كان 61.3% من مجلس النواب في البرلمان من النساء، وهي أعلى نسبة في أي مكان في العالم ولكن في جميع أنحاء العالم كانت واحدة من هاتين الهيئتين حيث كانت النساء تشكل الأغلبية، والأخر هو مجلس النواب في بوليفيا.

#### قوانين الزواج والطلاق والملكية واللوائح
ومن الأمور الأساسية لتحقيق المساواة بين الجنسين هي المساواة في الحقوق بين المرأة والرجل في الزواج والطلاق والملكية، وقد دعت اتفاقية القضاء على جميع أشكال التمييز ضد المرأة إلى إنهاء قوانين الأسرة التمييزية. وفي عام 2013 ذكرت الأمم المتحدة للمرأة أنه على الرغم من أن 115 بلدًا على الأقل تعترف بحقوق متساوية في الأراضي للنساء والرجال، فإن التنفيذ الفعال لا يزال يشكل تحديًا كبيرًا.
وكثيرًا ما نوقشت المعاملة القانونية والاجتماعية للنساء المتزوجات كقضية سياسية منذ القرن التاسع عشر. حتى السبعينات كانت التبعية القانونية للمرأة المتزوجة شائعة في البلدان الأوروبية، من خلال قوانين الزواج التي كانت تمنح السلطة القانونية للزوج. في عام 987 أصدر مجلس أوروبا القرار (78) 27 المتعلق بالمساواة بين الزوجين في القانون المدني. وكانت سويسرا واحده من آخر البلدان في أوروبا التي أنشأت المساواة بين الجنسين في الزواج، وفي هذه البلد كانت المرأة المتزوجة تواجه تقيدًا شديدًا في حقوقها حتى عام 1988، عندما دخلت الإصلاحات القانونية التي تنص على المساواة بين الجنسين في الزواج وإلغاء السلطة القانونية للزوج، وقد تمت الموافقة على هذه الإصلاحات في عام 1985 من قبل الناخبين في استفتاء الذين صوتوا لصالح القرار بموافقة 54.7%. وفي هولندا لم يتحقق في عام 1984 سوى المساواة القانونية الكاملة بين الزوج والزوجة فقبل عام 1984 نص القانون على أن راي الزوج يسود على الزوجة فيما يتعلق بمسائل من قبيل القرارات المتعلقة بتعليم الأطفال ومكان إقامة الأسرة.
وفي الولايات المتحدة أنتهى تمامًا التبعية القانونية للزوجة لزوجها عام 1981.
وكانت هناك لاتزال المعاملة الغير متساوية للمرأة المتزوجة في مختلف جوانب الحياه اليومية. على سبيل المثال في أستراليا حتى عام 1983 كان على الزوج أن يأذن بطلب لجواز سفر أسترالي للمرأة المتزوجة وهناك العديد من الممارسات الأخرى. وفي العديد من البلدان تم اشتراط موافقة الزواج لتقديم طلب الحصول على قروض مصرفية وبطاقات ائتمان من قبل امرأة متزوجة، فضلًا عن فرض قيود على حقوق المرأة الإنجابية، مثل اشتراط ان يوافق الزوج على استخدام الزوجة وسائل منع الحمل أو الإجهاض. وفي بعض الأماكن وعلى الرغم من أن القانون نفسه لم يعد يتطلب موافقة الزوج على مختلف الإجراءات التي اتخذتها الزوجة فان الممارسة مستمرة بحكم الأمر الواقع.
ولا تزال القوانين المنظمة للزواج والطلاق تنطوي على تمييز ضد المرأة في كثير من البلدان، في العراق الزوج له الحق القانوني في معاقبة زوجاته، حيث تنص الفقرة 41 من القانون الجنائي على انه لا توجد جريمة إذا ارتكب فعل ما أثناء ممارسته الحق القانوني. في التسعينيات والقرن الحادي والعشرين، تم أحراز تقدم في العديد من البلدان في افريقيا، على سبيل المثال، ناميبيا حيث أنه تم إلغاء قانون السلطة الزوجية للزوج في عام 1996، في بوتسوانا ألغي في عام 2004، وفي ليسوتو ألغى في عام 2006. ولا يزال العنف ضد الزوجة مقبولًا من الناحية القانونية في بعض البلدان على سبيل المثال في عام 2010 قضت المحكمة العليا في الإمارات العربية المتحدة بان للرجل الحق في تأديب زوجته وأطفاله جسديًا ما دام لم يترك علامات بدنيه. وجرى انتقاد تجريم الزنا باعتباره شيء يستخدم ضد المرأة وتحرض على العنف ضد المرأة مثل جرائم العاطفة وجرائم الشرف.

### الإجتماعية والأيدولوجية

#### المساواة السياسية الجنسية بين الزوجين

انتشار تشويه الأعضاء الأنثوية (الختان) في أفريقيا للإناث المُتراوحة أعمارهُنَّ بين 15 و49 سنة وفقاً لمنظة اليونسكو

وقد نفذت حركتات أخريان في بلدان ذات عدد كبير من السكان الأكراد المساواة السياسية بين الجنسين. كانت الحركة الكردية في جنوب شرق تركيا بقيادة حزب المناطق الديمقراطي والحزب الديمقراطي الشعبي، منذ عام 2006 أو قبله وتتولي رئاسة عمده منطقتين و97 مدينة رجل وأمراة معًا، وكلاهما يدعى رؤساء البلديات. كما يقود مكاتب الحزب رجل وأمراة. وشكلت مجالس محلية كان يتعين أيضًا ان يرأسها رجل وأمراة معًا ومع ذلك ففي نوفمبر 2016 شنت الحكومة التركية حملة ضد الحزب الديمقراطي الشعبي وحكمت على عشرة من اعضائها في البرلمان بما في ذلك زعماء الحزب الذكور والإناث.
وقد قاد حزب الاتحاد الديمقراطي حركة في شمال سوريا الكردية ايضًا، حيث كانت في شمال سوريا كل القرى والبلدات والمدن يحكمها رجل وامراه من حزب التحاد الديمقراطي. وشكلت المجالس المحلية حيث يجب ان يكون لكل جنس تمثيل 40% كما يتعين تمثيل الأقليات.

#### القوالب النمطية للجنس
وتنشأ القوالب النمطية الجنسية من الأدوار المسندة اجتماعيًا للمرأة والرجل في المجال الخاص والعام، سواء في المنزل أو في مكان العمل وفي الأسرة، حيث ينظر إلى المرأة عادة على أنها يجب توضع في إطار الأم، مما يضعها في تصنيف نموذجي لكونها داعمة أو موفرة الرعاية. ومن المتوقع ان ترغب المرأة في الاضطلاع بدور الأم وان تتحمل المسؤولية الأساسية لاحتياجات الاسرة المعيشية. وينظر إلى نظرائهم من الرجال على أنهم طموحون لأن الرجال عادة ما ينظر إليهم في مكان العمل على أنهم المعيل الأساسي لأسرته. وبسبب هذه الآراء والتوقعات كثيرًا ما تواجه المرأة التمييز في المجال العام مثل مكان العمل.
والدور الجنسي هو مجموعة من القواعد الاجتماعية التي تملي أنواع السلوكيات التي تعتبر عمومًا مقبولة أو مناسبة أو مرغوبة بالنسبة للأشخاص على أساس جنسهم وتتركز الأدوار الجنسية عادة على مفاهيم الأنوثة والذكورة على الرغم من وجود استثناءات واختلافات.

#### تصوير المرأة في وسائل الأعلام
وقد تم نقد طريق تمثيل المرأة في وسائل الإعلام باعتبارها تشجع القوالب النمطية السلبية بين الجنسين. ويشير استغلال المرأة في وسائل الاعلام إلى الانتقادات التي تفرض على استخدام المرأة أو تعريفها في وسائل الإعلام الجماهيري عندما يستهدف هذا الاستخدام أو التصوير زيادة جاذبية والخدمات أو المنتجات على حساب أو دون اعتبار لمصالح المرأة التي يتم تصويرها أو النساء بصفة عامة. وتشمل المخاوف حقيقة أن جميع اشكال وسائل الاعلام لديها القدرة على تشكيل تصورات السكان وتصوير تصورات نمطية غير واقعية من خلال تصوير النساء اما ربات البيوت أو كوعاء جنسي. وقد أظهرت مجموعة واسعة من الدراسات التي أجريت حول مسألة تصوير المرأة في وسائل الإعلام أن المرأة غالبًا ما تصور على أنها غير عقلانية وهشة وغير ذكية وخاضعة للرجل. وقد أظهرت البحوث أن الصور النمطية مثل هذه لها أثر سلبي على الصحة العقلية لكثير من المشاهدات اللواتي يشعرن بالالتزام بهذه الأدوار مما يسبب مشاكل نفسية واكتئاب وقلق.
ووفقًا لدراسة أخرى يمكن أن تؤدي الطريقة التي تصورها وسائل الإعلام في كثير من الأحيان بالنسبة للمرأة ذات المظهر العادي إلى عدم الثقة بالنفس نتيجة الاستخدام من قبل الإعلام للنساء الجذابات بشكل غير عادي، كما أنه من الممكن أن يؤدي إلى زيادة احتمالات العنف الجنسي وقبوله، وتوقعات غير واقعية من قبل الرجال لكيفية أن تنظر المرأة وتتصرف. وأيضا اضطرابات نفسية وفقدان للشهية وغيرها. ويتم التأكيد كثيرًا على أهمية المظهر الجسدي وتعزيزه في وقت مبكر في معظم الفتيات، حيث قد وجدت دراسة أنه ما يقرب من نصف الإناث من سن 6-8 سنوات يريدوا أن يصبحوا أقل حجمًا.

#### اطلاع المرأة على حقوقها
في العديد من الدول تكمن المشكلة في عدم وجود تشريعات كافية، في دول أخرى لا تتمثل المشكلة في عدم وجود إطار قانوني بل أن معظم النساء لا يعرفن حقوقهن القانونية. وهذا هو الحال بوجه خاص لأن العديد من القوانين التي تتناول حقوق المرأة في تاريخ حديث العهد. وهذا النقص في المعرفة يتيح للمعتدين أن يقودوا الضحايا صراحة أو ضمنًا إلى الاعتقاد بان إساءة معاملتهم تقع ضمن حقوقهم. وقط ينطبق هذا على مجموعة واسعة من الانتهاكات تتراوح بين العنف المنزلي والتمييز في العمل. وينص برنامج الأمم المتحدة الإنمائي على أنه "من أجل النهوض بالعدالة بين الجنسين يجب على المرأة أن تعرف حقوقها وأن تكون قادرة على الوصول إلى النظم القانونية.
ويذكر إعلان الأمم المتحدة لعام 1993م بشان القضاء على العنف ضد المرأة «ينبغي للدول أيضًا أن تبلغ المرأة بحقوقها». إن تطبيق التشريعات الوقائية ضد العنف ليس له أثر يذكر إذا لم تكن النساء يعرفن كيفية استخدامه: فعلى سبيل المثال وجدت دراسة عن النساء البدويات في إسرائيل أن 60% لا يعرفن ما هي الأفعال غير القانونية. كما أظهر تقرير لمنظمة العفو الدولية في هنغاريا في استطلاع للرأي العام لـ1200 شخص في عام 2006 أنه هناك 62% منهم لا يعرفون أن الاغتصاب الزوجي غير قانوني (تم حذره في عام 1997) وبالتالي نادرًا ما يتم الإبلاغ عن الجريمة. ومن المهم أيضًا ضمان فهم المرأة للقضايا الصحية إلى أدنى حد مكن، فغياب إمكانية الحصول على المعلومات الطبية الموثوقة والإجراءات الطبية يضر بصحة المرأة.

#### تعميم المنظور الجنسي
ويصف تعميم المنظور الجنسي بأنه السياسة العامة لتقييم مختلف الآثار المترتبة على المرأة والرجل في أي إجراء سياسي مقرر، بما في ذلك التشريعات والبرامج، في جميع المجالات والمستويات، بهدف تحقيق المساواة بين الجنسين. وقد أقترحت فكرة تعميم المنظور الجنسي لأول مرة في المؤتمر العالمي الثالث المعني بالمرأة المعقود في نيروبي في كيينيا عام 1985. وقد وضعت هذه الفكرة في مجتمع الأمم المتحدة الإنمائي. تعميم المنظور الجنسي «هو ضمان أن تكون المنظور الجنسي والاهتمام بهدف المساواة بين الجنسين محور جميع الأنشطة»
ووفقًا لتعريف مجلس أوروبا" "تعميم المنظور الجنسي هو إعادة تنظيم وتحسين وتطوير وتقييم عمليات السياسات بحيث يدمج منظور المساواة بين الجنسين في جميع السياسات على جميع المستويات وفي جميع المراحل"
والنهج المتكامل لتعميم مراعاة المنظور الجنسي هو محاولة تشكيل تحالفات ومنابر مشتركة تجمع بين طموحات الإيمان والمساواة بين الجنسين من أجل النهوض بحقوق الأنسان. وعلى سبيل المثال، أجرى الصندوق في أذربيجان دراسة عن المساواة بين الجنسين من خلال مقارنة نص اتفاقية القضاء على جميع أشكال التمييز ضد المرأة مع بعض المراجع والمصادر الإسلامية المعترف بيها على نطاق واسع. وتعكس النتائج أوجه الشبه بين الاتفاقية والعديد من مبادئ الكتاب المقدس. وقد عرضت الدراسة قضايا محددة بما في ذلك العنف ضد المرأة وزواج الأطفال واحترام كرامة المرأة والمساواة في المشاركة الاقتصادية والسياسية للمرأة، واستدمت الدراسة لاحقًا لإنتاج مواد تدريبية موجهة نحو توعية القادة الدينين.

## أنظر ايضًا
- اللامساواة بين الجنسين